# Kungla (Lääne-Saare)
Kungla – wieś w Estonii, w prowincji Saare, w gminie Kaarma. Pod koniec 2004 roku wieś zamieszkiwało 28 osób.